# Banknock
Banknock (von schottisch-gälisch Baile nan Cnoc) ist eine Ortschaft in der schottischen Council Area Falkirk und der traditionellen Grafschaft Stirlingshire. Sie ist 12 km westlich von Falkirk und 25 km nordöstlich von Glasgow nahe der Grenze von Falkirk und North Lanarkshire am Bonny Water gelegen. Im Jahre 2001 verzeichnete Banknock 2376 Einwohner.
Mit Bankier befand sich zwischen 1827 und 1928 eine aktive Whiskybrennerei in Banknock.

## Verkehr
Die A80, die Glasgow mit Stirling verbindet, tangiert Banknock im Osten. Banknock wurde 1884 mit einem eigenen Bahnhof an das Schienennetz angeschlossen. Mit Aufgabe der Strecke im Jahre 1935 wurde auch der Bahnhof geschlossen. Als Schifffahrtsweg steht der südlich verlaufende Forth-and-Clyde-Kanal zur Verfügung.